# Produkcja bananów w Ekwadorze

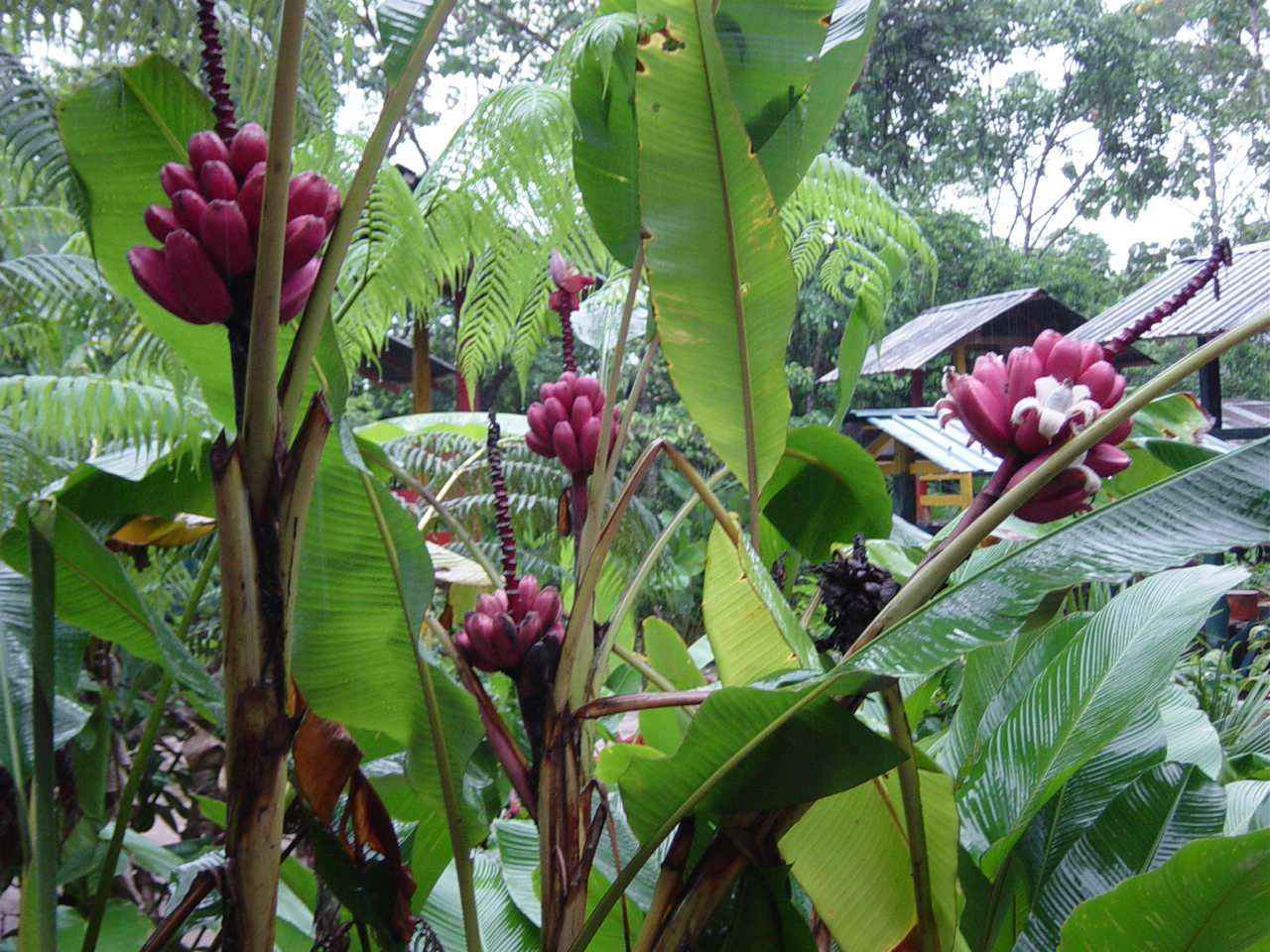
Bananowce w Puyo

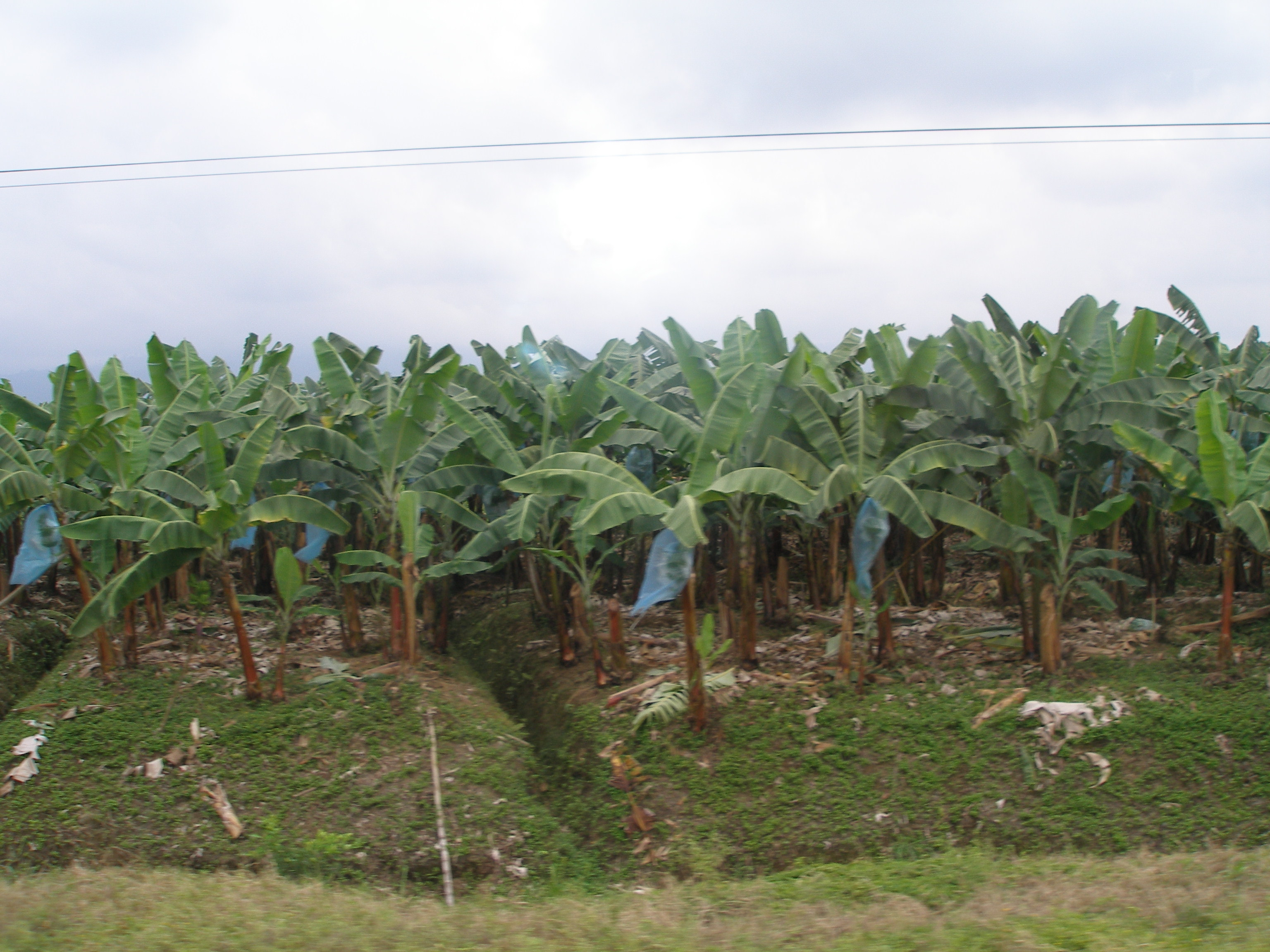
Plantacja bananów w Ekwadorze

Produkcja bananów w Ekwadorze – jeden z głównych elementów gospodarki Ekwadoru. Ekwador jest głównym światowym eksporterem bananów. Pierwsze plantacje bananów w tym kraju pojawiły się w XIX wieku. Produkcja nastawiona na eksport rozwinęła się na początku XX wieku. W 2010 roku produkcja bananów w Ekwadorze sięgnęła 279,5 mln kartonów.

## Historia
Pierwsze gospodarstwa uprawiające banany powstawały w Ekwadorze już w XIX wieku. Amerykański przedsiębiorca Minor Cooper Keith zakładał wówczas linie kolejowe na obszarze Panamy, Gwatemali, Hondurasu, Nikaragui, Kolumbii i właśnie Ekwadoru. Wzdłuż linii kolejowych zakładano plantacje bananów, które początkowo zaopatrywały pracowników kolei. Z czasem Minor Cooper Keith zmienił jednak profil swojej działalności i zaczął zarabiać na produkcji i transporcie bananów. W 1899 roku z jego inicjatywy założono korporację United Fruit Company. W pierwszych dekadach XX wieku Ekwador nie znajdował się jednak w obszarze jej zainteresowania.
W 1910 roku w Ekwadorze powstały pierwsze gospodarstwa nastawione na produkcję przemysłową i eksport bananów. Początkowo udział bananów w ogólnym eksporcie produktów spożywczych z Ekwadoru nie przekraczał 1%. Odsetek ten zaczął rosnąć dopiero po zakończeniu II wojny światowej, lecz przyczyny tego wzrostu zaczęły pojawiać się już w latach 20. XX wieku. Doszło wówczas do załamania ekwadorskiej produkcji ziaren kakaowca, a lokalni przedsiębiorcy zaczęli poszukiwać sposobów na wypełnienie luki, która powstała w ten sposób na rynku. Jednocześnie kryzys zaczęły przeżywać plantacje bananów w Ameryce Środkowej. Tamtejsze uprawy były dziesiątkowane przez rozwój chorób, takich jak choroba panamska i czarna sigatoka. Plantacje w Meksyku i na Karaibach padały natomiast ofiarą silnych huraganów. W latach 1945–1955 produkcja bananów w tym regionie została utrzymana na takim samym poziomie, lecz światowe zapotrzebowanie na te owoce wzrosło o 35%. Dało to możliwość na rozwinięcie się produkcji bananów w Ekwadorze.
W 1934 roku firma United Fruit Company weszła w posiadanie podupadającej plantacji kakaowca w Tenguelu o powierzchni 3071 hektarów. Gospodarstwo zostało szybko przekształcone w plantację bananów, zaś w kolejnych latach znacznie się rozrosło poprzez wykup kolejnych ziem. Jednocześnie United Fruit Company podporządkowywała sobie lokalnych właścicieli poprzez podpisywanie z nimi różnego rodzaju kontraktów. Amerykańskie przedsiębiorstwo zapewniało swoim pracownikom mieszkania, wodę pitną, pożywienie, opiekę medyczną, a także możliwość uprawiania sportu. W 1950 roku plantacja w Tenguelu osiągnęła produkcję ok. 80 tysięcy kiści bananów na tydzień. Stanowiło to jednak – według różnych szacunków – od 5% do 6% ogólnej produkcji bananów w Ekwadorze. United Fruit Company nigdy nie uzyskała w Ekwadorze takich wpływów, jak w niektórych państwach Ameryki Środkowej, zwanych republikami bananowymi.

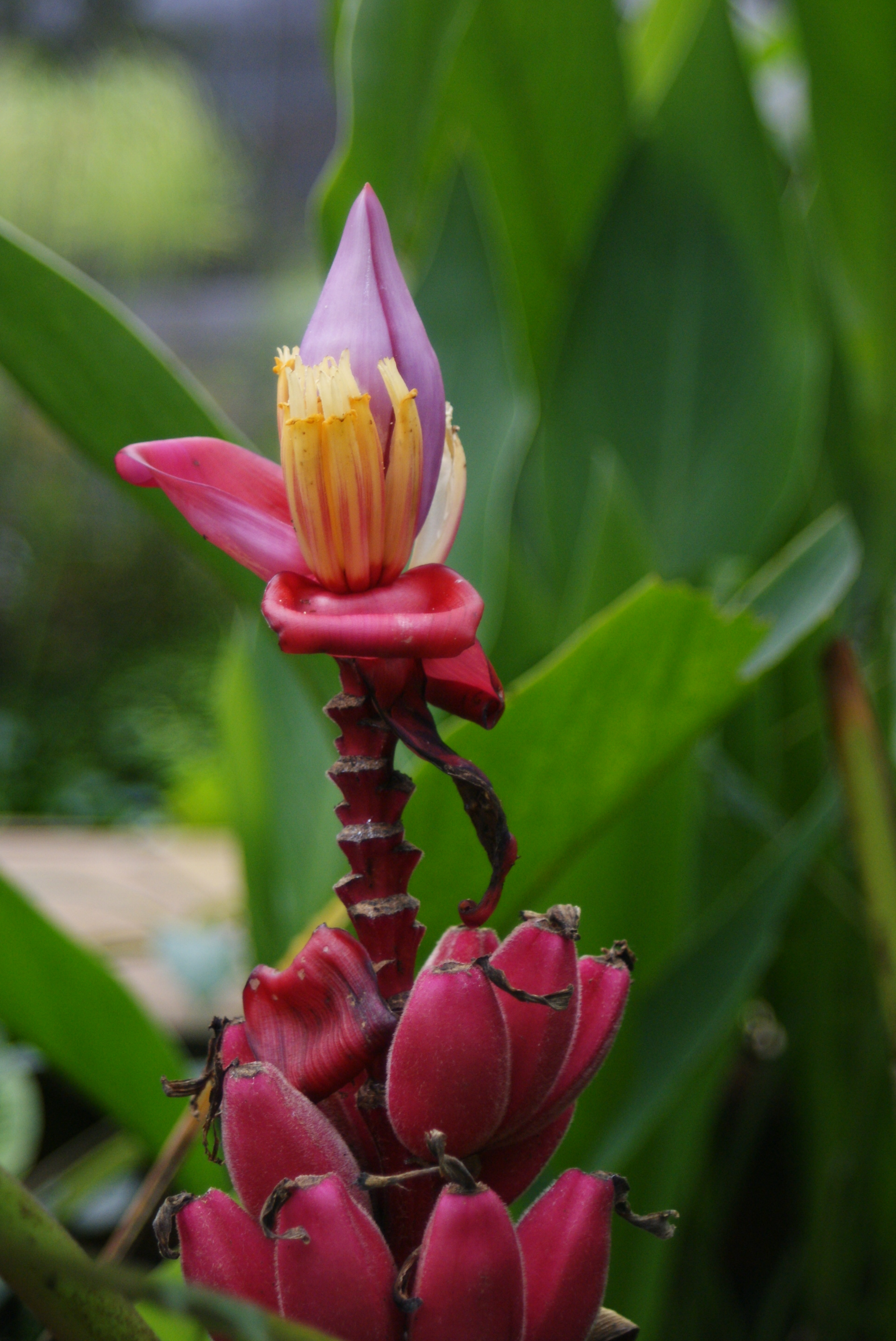
Banan różowy (Musa velutina) w dolinie Mindo

Produkcja bananów rozwijała się już w tym czasie również i w innych regionach kraju, przede wszystkim w rejonie miasta Machala i na południe od Guayaquil. Większość gospodarstw rozwijających się na ekwadorskim wybrzeżu była niewielka, a ich właścicielami pozostawali lokalni przedsiębiorcy. W 1964 roku na obszarze Ekwadoru funkcjonowało na przykład ponad 3 tysiące gospodarstw o średniej powierzchni ok. 64 hektarów. Jedynie niewielką część z nich stanowiły wielkie posiadłości ziemskie, lecz i one w zdecydowanej większości nie znajdowały się w rękach międzynarodowych korporacji. Wielkie przedsiębiorstwa kontrolowały natomiast w pełni transport bananów za granicę. W 1954 roku 80% bananów było wywożonych z Ekwadoru na statkach należących do pięciu firm, z których trzy – Standard Fruit Company, United Fruit Company i Noboa Group – kontrolowały 50% eksportu. Przedsiębiorstwa te żądały od ekwadorskich plantatorów dużych udziałów w zyskach, zmuszając ich do ograniczania kosztów produkcji.
Rosnąca produkcja bananów sprzyjała ogólnemu rozwojowi Ekwadoru. Rząd Ekwadoru wykorzystując środki finansowe pożyczone od Stanów Zjednoczonych przeprowadził szeroko zakrojony projekt budowy dróg, które połączyły rozlokowane w różnych częściach kraju plantacje. W sumie, w latach 1944–1967 w Ekwadorze zbudowano ok. 3500 nowych kilometrów utwardzonych dróg. Jednocześnie zadbano o rozwój infrastruktury portowej, pozwalającej na szybszy załadunek bananów na statki i zwiększenie liczby eksportowanych owoców. Wraz z rozwojem plantacji bananów trwały migracje zarobkowe ludności z obszarów położonych w głębi lądu na wybrzeże.
Produkcja bananów rozwijała się w Ekwadorze najszybciej w latach 1948–1960. W latach 1948–1954 powierzchnia upraw bananów wzrosła przeszło dziesięciokrotnie. Podczas gdy jeszcze w 1945 roku z Ekwadoru wywieziono 18 tysięcy ton bananów, w 1955 roku wartość ta wzrosła do 613 tysięcy ton, a w 1964 roku – 1,2 miliona ton. Wartość eksportu wzrosła z 2,8 mln USD w 1948 roku do 90 mln USD w 1960 roku. W latach 1959–1961 banany stanowiły ⅔ całkowitego eksportu z Ekwadoru, czyniąc z kraju monokulturę bananową. W 1953 roku Ekwador stał się największym światowym eksporterem bananów.
Pod koniec lat 50. XX wieku wzrost produkcji bananów w Ekwadorze zaczął tracić na swojej dynamice ze względu na powrót konkurencji ze strony odradzających się rynków w Ameryce Środkowej i na Karaibach, a także pojawienie się nowych producentów w Afryce i Azji. Ponadto ekwadorskie uprawy zostały zaatakowane przez choroby o pochodzeniu grzybiczym. Do 1960 roku większość upraw została zniszczona. Silny kryzys przeżywała między innymi plantacja w Tenguelu, gdzie z pracy wyrzucono setki pracowników, zaś pozostałym obniżono pensje i pozbawiono dotychczasowych warunków pracy. W reakcji na te działania pracownicy zawiązali związek, a 27 marca 1962 roku zaatakowali i zajęli Tenguel. Wówczas doszło do interwencji rządowej, zaś firma United Fruit Company została zmuszona do opuszczenia terytorium. Dało to początek trwającej przez całą dekadę reformy rolnej, objawiającej się w podziale większych gospodarstw pomiędzy niezrzeszonych producentów, którzy nie rozwinęli swojej działalności na większą skalę.
Kryzys w produkcji bananów trwał w Ekwadorze do początku lat 70. XX wieku, kiedy sytuacja na rynku znów stała się korzystna dla rozwoju ekwadorskich plantacji. Przyczyniły się do tego: powrót czarnej sigatoki do Kolumbii i Ameryki Środkowej, ogólny kryzys polityczny w Ameryce Środkowej, a także nałożenie ceł na transport bananów przez nowo powstałą Unię Państw Eksportujących Banany, obejmującą wszystkich ważnych producentów bananów w regionie poza samym Ekwadorem. Do kolejnej reformy w systemie produkcji bananów doszło w 1997 roku. Specjalna ustawa zakazała wówczas tworzenia nowych przedsiębiorstw zajmujących się produkcją bananów oraz zezwoliła rządowi na ustalanie minimalnych pensji pracowników plantacji bananów.

## Plantacje

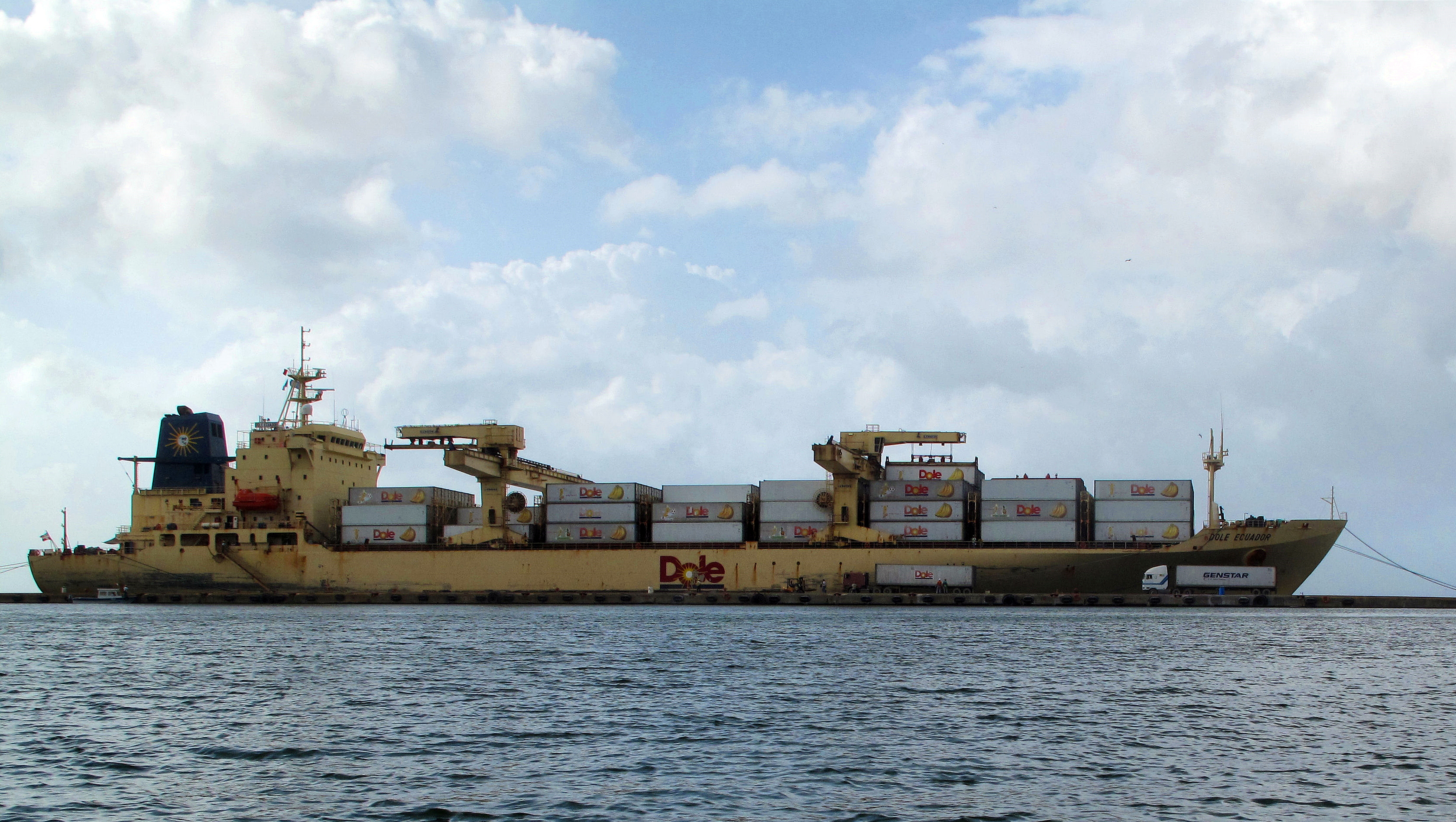
Statek przedsiębiorstwa Dole transportujący banany z Ekwadoru

99% upraw bananów zlokalizowanych jest na obszarze trzech nizinnych prowincji na wybrzeżach Oceanu Spokojnego: El Oro, Guayas i Los Ríos. Rozwój plantacji ułatwia tam występowanie żyznych gleb, tropikalny klimat, a także duże zasoby taniej siły roboczej. W 2013 roku powierzchnia wszystkich plantacji bananów znajdujących się na terenie Ekwadoru wynosiła 171 tysięcy hektarów. Około 150 tysięcy hektarów plantacji znajduje się w posiadaniu małych przedsiębiorstw. W sumie w Ekwadorze zarejestrowanych jest około 5 tysięcy firm produkujących banany. Według różnych szacunków w proces produkcji bananów zaangażowanych jest od 120 do 148 tysięcy mieszkańców Ekwadoru.
Trzej najwięksi producenci bananów na świecie – Chiquita, Dole Food Company i Fresh Del Monte Produce – nie odgrywają większej roli w produkcji bananów w Ekwadorze. Chiquita i Del Monte nie zarządzają żadnymi plantacjami na obszarze Ekwadoru, zaś do spółki Dole należy ok. 810 hektarów ekwadorskich plantacji bananów. Największym przedsiębiorstwem produkującym banany w Ekwadorze pozostaje Noboa Group zarządzana przez Álvaro Noboa. Firma ta ma 4% udziału w światowej produkcji bananów.

### Sytuacja pracowników
Do zadań pracowników zatrudnionych do prac polowych należy przycinanie chwastów, rozpylanie środków owadobójczych i chwastobójczych, rozciąganie pomiędzy bananowcami plastikowych pasów chroniących przed uszkodzeniami, montowanie owadobójczych worków i pasów, obcinanie żółtych liści bananowców, zapewnianie stabilności roślin poprzez stosowanie drewnianych tyczek, oznaczanie kiści zgodnie ze stopniem ich rozwoju, wykrywanie i zrywanie dojrzałych kiści, transport kiści do sortowni oraz przycinanie zbędnych łodyg. Sortownie bananów stanowią zazwyczaj wzniesione z cementu i drewna konstrukcje pozbawione ścian. Ich pracownicy wykonują powierzone im zadania w małych grupkach, przygotowując banany do załadunku na statki.

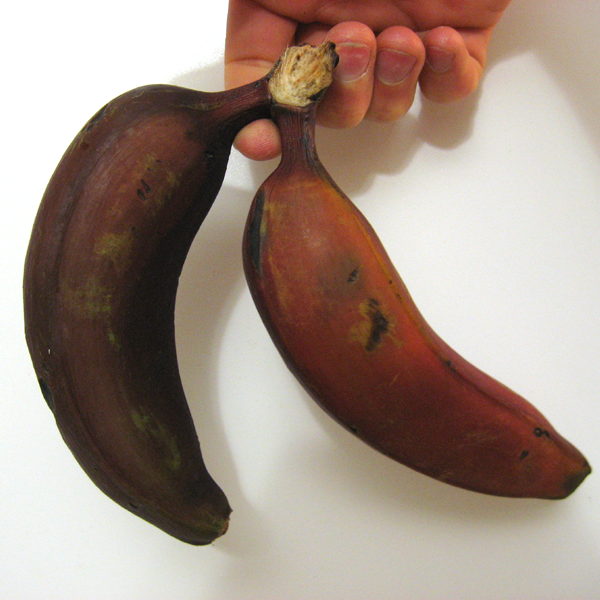
Czerwone banany importowane z Ekwadoru

W Ekwadorze obowiązuje pensja minimalna dla pracowników plantacji bananów. W 2002 roku wynosiła ona 117 $ miesięcznie lub 5,85 $ dziennie. Mimo to, według szacunków organizacji Human Rights Watch, średnia płaca wynosiła wówczas 5,44 $ na dzień. Przedsiębiorstwa produkcyjne starają się także ograniczać prawa pracowników do zrzeszania się. Wielkie zakłady są często dzielone na znacznie mniejsze jednostki, z których każdy liczy mniej niż 30 pracowników (podczas gdy do rejestracji związku zawodowego w Ekwadorze potrzebnych jest 30 osób). Gdy w 2002 roku pracownicy przedsiębiorstwa Noboa utworzyli związek zawodowy, firma zatrudniła 200 ochroniarzy, którzy stłumili wszelkie strajki siłą.

## Eksport
W 2014 roku banany były jednym z głównych towarów eksportowanych z Ekwadoru. Ich eksport stanowił 12% ogólnego krajowego eksportu, ustępując jedynie eksportowi ropy naftowej. Największym światowym odbiorcą ekwadorskich bananów jest rynek europejski, na który trafia 60% eksportowanych z Ekwadoru bananów. Na rynku europejskim największy udział w imporcie ekwadorskich bananów mają Rosja (19% udziału na świecie), Niemcy (9,6%), Belgia (7%), Włochy (5,4%), Ukraina (3,5%) oraz Polska (2,5%). 13% bananów importują Stany Zjednoczone, 4,6% – Argentyna, 4,2% – Chiny, zaś 3,9% – Turcja.
Ekwador jest największym światowym eksporterem bananów, pokrywając 26% światowego zapotrzebowania na te owoce. Jest to wartość niemalże dwukrotnie większa od kolejnych eksporterów bananów – Filipin i Kostaryki.